# Taj Mahal (músico)
Henry Saint Clair Fredericks, mais conhecido como Taj Mahal (Nova Iorque, 17 de maio de 1942) é um cantor e guitarrista de blues americano, nascido no Harlem, Nova Iorque.
Mahal é reconhecido mundialmente como músico de blues com dois prêmios Grammy, uma mistura de várias formas da world music em suas fronteiras. Um músico autodidata, compositor de cinema que toca violão, banjo e gaita (entre muitos outros instrumentos), Mahal tem feito muito para elevar o som do blues ao longo de sua carreira de quase 50 anos, fundindo-a com as formas não-tradicionais, incluindo os ritmos do Caribe, África do Sul e do Pacífico.

## Biografia
Durante quarenta anos Taj Mahal explorou as raízes do blues, ele revitalizou a tradição e preparou o caminho para uma nova geração de bluseiros. Assimilou diferentes ritmos e criou um blues que vai além do tradicional.
Enquanto muitos afro-americanos decidiram evitar velhos estilos musicais durante a década de 1960, Taj Mahal mergulhou nas raízes de seu passado.
Seus pais incutiram nele o sentimento de orgulho pela sua ancestralidade através de suas histórias. Seus pais também o incentivaram na música, iniciando-o com aulas de piano clássico.
Ele também estudou clarinete, trombone e gaita. Taj Mahal nasceu Henry Saint Claire Fredericks, em Nova York em 1942. Seu pai, que emigrou do Caribe, escreveu arranjos para Benny Goodman e tocava piano.
Sua mãe, Mildred Shields, foi professora na escola da Carolina do Sul. Através de seus pais cantou e ouviu gospel nas vozes de Ella Fitzgerald, Sarah Vaughan, Mahalia Jackson e Ray Charles.
Também ouviu a música de todo o mundo na rádio de onda curta de seu pai e desenvolveu o seu amor pelo blues e pelos artistas Leadbelly e Lightnin 'Hopkins, e também pelo rock and roll de Chuck Berry e Bo Diddley e pelo jazz de Illinois Jacquet, Ben Webster, Charles Mingus, Thelonious Monk e Milt Jackson.
Taj Mahal cresceu em Massachusetts, jovem ainda mergulhou no estudo da sua herança cultural. Aos 11 anos testemunhou a morte de seu pai em um acidente na sua empresa de construção, esmagado por um trator, mas Mahal encontrou consolo na música.
Quando sua mãe casou-se novamente, ele descobriu no porão da casa o violão de seu padrasto e aprendeu a tocá-la com um pente quebrado. Ele também desenvolveu uma paixão pela agricultura que quase rivalizava com seu amor pela música.
Aos dezenove anos de idade ele era capataz agrícola. Taj Mahal, o seu nome artístico, veio-lhe de um sonho que teve sobre Gandhi e a tolerância social.
Ele começou a usá-lo em 1959, época que iniciou a Universidade de Massachusetts tornando-se um membro do ‘Future Farmers of America’, e com especialização em produção animal e em ciência veterinária e agronomia.

## Carreira
Mahal decidiu tomar o caminho da música, em vez da agricultura. Ele participou do Newport Folk Festival no início dos anos 1960 e testemunhou as apresentações de grandes artistas do tradicional blues e do folk o que reforçou a sua decisão de tocar guitarra acústica.
Após graduar-se em 1964 mudou-se para Los Angeles e formou o The Rising Sons com Ry Cooder e Jessie Lee Kincaid. O grupo assinou com a Columbia Records, mas a gravadora não tinha certeza quanto ao sucesso do grupo com um repertório que incluía blues country eletrificado e músicas folclóricas tradicionais.
Embora o Rising Sons tenha lançado um single, o restante do material gravado permaneceu trancado nos cofres da gravadora até 1992. Ao romper com o grupo, Taj Mahal permaneceu com a Columbia e gravou seu auto-intitulado álbum de estréia, Taj Mahal.
O álbum teve uma aceitação surpreendente e o álbum seguinte, The Natch'l Blues foi igualmente bem recebido como Giant Step, em 1969. Esses três registros construíram a sua reputação como um bluesman autêntico, único e moderno.

## Estilos musicais
É considerado um estudioso do blues, seus estudos de etnomusicologia na Universidade de Massachusetts o aproximaram mais da música popular do Caribe e da África Ocidental.
Ao longo do tempo, incorporou mais e mais raízes da música africana abrangendo elementos de reggae, calypso, jazz, zydeco (uma forma de música folk norte-americana que possui sempre o som de um acordeon), rhythm and blues e música gospel.
Mahal continuou a explorar novas direções na década de 1970, gravou o Happy Just to Be Like I Am com ritmos caribenhos, enquanto em The Real Thing introduziu a tuba como tocada em New Orleans.
Em 1973 gravou a trilha sonora do filme Sounder, e no ano seguinte, lançou Mo' Roots, um álbum fortemente influenciado pelo reggae.
Com a carreira estagnada na década de 80 decidiu mudar-se para o Havaí e formou a banda Hula Blues Band. Voltou em 1988 e gravou Taj que revitalizou a sua carreira.
Na década de 90 lançou álbuns completos de blues, pop, r&b e rock e voltou a chamar a atenção com os álbuns, Phantom Blues e Señor Blues de 1998, que ganhou o Grammy de melhor álbum de blues contemporâneo.
Entre as suas músicas mais conhecidas estão "Corrina" e "Ain’t That a Lot of Love" com a qual participou do antológico disco Rock and Roll Circus, dos Rolling Stones.
A trajetória de Taj Mahal continua e sua obra tem influenciado músicos que também procuram outras direções dentro do blues, como é o caso de Joe Louis Walker, Corey Harris, Keb’Mo, Guy Davis, Robert Cray e o cantor Ben Harper.
Maestro é o título perfeito para este álbum que marcou o 40º aniversário de carreira de Taj Mahal. Um álbum com vários artistas convidados: Los Lobos, banda estadunidense altamente influenciada pela música country e músicas tradicionais mexicanas e espanholas aparecem em "Never Let You Go" e "TV Mama".
Jack Johnson, filho do famoso surfista Jeff Johnson, é cantor, compositor, e cineasta conhecido por seu trabalho no soft rock e gêneros acústicos está na regravação "Further On Down the Road", e a voz de Ben Harper pode ser ouvida em "Dust Me Down".
Outras aparições incluem Angélique Kidjo cantora e ativista da República do Benin, na música "Zanzibar" e Ziggy Marley, filho mais velho de Bob Marley em "Man on Black, Brown Man".
Além disso, Taj Mahal contou novamente com a Phantom Blues Band, banda formada para acompanhá-lo em seu álbum Dancin' the Blues e com quem gravou também os Señor Blues e Shoutin' in Key.
Toumani Diabate, cantor de Mali com quem Taj Mahal gravou o álbum Kulanjan que lhe permitiu reencontrar a sua ascendência africana dando-lhe a sensação de voltar para casa e sua filha Deva Mahal com quem tinha gravado em 1987 o álbum Shake Sugaree, o primeiro dos álbuns gravados com várias crianças.

## Prêmios
- 1997 Grammy – Señor Blues (vencedor)
- 2000 Grammy - Shoutin' in Key (vencedor)
- 2006 Blues Music Awards – The Essential Taj Mahal (vencedor)
- 2008 Grammy - Maestro (indicado)

## Discografia

### Álbuns de estúdio
- 1968 - Taj Mahal
- 1968 - The Natch'l Blues
- 1969 - Giant Step/De Ole Folks at Home
- 1971 - Happy Just to Be Like I Am
- 1971 - The Real Thing
- 1972 - Recycling The Blues & Other Related Stuff
- 1973 - Oooh So Good 'n Blues
- 1974 - Mo' Roots
- 1975 - Music Keeps Me Together
- 1976 - Satisfied 'N Tickled Too
- 1976 - Music Fuh Ya' (Musica Para Tu)
- 1977 - Brothers (Trilha-sonora)
- 1977 - Evolution (The Most Recent)
- 1979 - Live & Direct (que inclui uma versão da música "Taj Mahal" de Jorge Ben Jor, intitulada de "Jorge Ben", onde, no lugar de seu nome artístico, canta o nome Jorge Ben.)[3]
- 1980 - Going Home
- 1981 - The Best of Taj Mahal, Volume 1 - (Columbia)
- 1987 - Taj
- 1988 - Shake Sugaree
- 1990 - Live at Ronnie Scott's
- 1991 - Mule Bone
- 1991 - Like Never Before
- 1992 - Taj's Blues
- 1993 - Dancing the Blues
- 1993 - World Music
- 1995 - Mumtaz Mahal
- 1996 - Phantom Blues
- 1996 - An Evening of Acoustic Music
- 1997 - Señor Blues
- 1998 - Sacred Island aka Hula Blues
- 1998 - In Progress & In Motion: 1965-1998
- 1999 - Kulanjan
- 1999 - Blue Light Boogie
- 2000 - Shoutin' in Key
- 2000 - The Best of Taj Mahal
- 2000 - The Best of the Private Years
- 2001 - Sing a Happy Song: The Warner Bros. Recordings
- 2003 - Martin Scorsese Presents the Blues - Taj Mahal
- 2003 - Blues with a Feeling: The Very Best of Taj Mahal
- 2003 - Hanapepe Dream
- 2004 - Live Catch
- 2005 - Mkutano Meets the Culture Musical Club of Zanzibar
- 2005 - The Essential Taj Mahal
- 2008 - Maestro

### Álbuns ao vivo
- 1971 - The Real Thing
- 1972 - Recycling The Blues & Other Related Stuff
- 1972 - Big Sur Festival - One Hand Clapping
- 1979 - Live & Direct
- 1990 - Live at Ronnie Scott's
- 1996 - An Evening of Acoustic Music
- 2000 - Shoutin' in Key
- 2004 - Live Catch

### Coletâneas
- 1980 - Going Home
- 1981 - The Best of Taj Mahal, Volume 1 - Columbia Records
- 1992 - Taj's Blues
- 1993 - World Music
- 1998 - In Progress & In Motion: 1965-1998
- 1999 - Blue Light Boogie
- 2000 - The Best of Taj Mahal
- 2000 - The Best of the Private Years
- 2001 - Sing a Happy Song: The Warner Bros. Recordings
- 2003 - Martin Scorsese Presents the Blues - Taj Mahal
- 2003 - Blues with a Feeling: The Very Best of Taj Mahal
- 2005 - The Essential Taj Mahal

## Taj Mahal por outros artistas
- 1968 - The Rolling Stones Rock and Roll Circus
- 1968 - The Rock Machine Turns You On
- 1970 - Fill Your Head With Rock
- 1985 - Conjure - Music for the Texts of Ishmael Reed
- 1990 - The Hot Spot - Original Motion Picture Soundtrack
- 1991 - Vol Pour Sidney- de Charlie Watts, Elvin Jones, Pepsi, The Lonely Bears, Lee Konitz amd others.
- 1992 - Rising Sons Featuring Taj Mahal and Ry Cooder
- 1993 - The Source de Ali Farka Touré (World Circuit WCD030 / Hannibal 1375)
- 1993 - Peace Is the World Smiling
- 1997 - Follow the Drinking Gourd
- 1997 - Shakin' a Tailfeather
- 1998 - Scrapple Soundtrack
- 1998 - Largo
- 1999 - Hippity Hop
- 2002 - Will The Circle Be Unbroken, Volume III com Nitty Gritty Dirt Band, Alison Krauss, Doc Watson
- 2004 - Musicmakers with Taj Mahal (Music Maker 49)
- 2004 - Etta Baker with Taj Mahal (Music Maker 50)
- 2007 - Goin' Home: A Tribute to Fats Domino (Vanguard), versão de "My Girl Josephine"

## Filmografia
DVDs
- 2006 - Taj Mahal/Phantom Blues Band Live at St. Lucia

Filmes
- 1972 - Sounder
- 1991 - Bill & Ted's Bogus Journey
- 1998 - Six Days Seven Nights
- 1998 - Blues Brothers 2000
- 1998 - Scrapple
- 2000 - Songcatcher
- 2002 - Divine Secrets of the Ya-Ya Sisterhood

Televisão
- 2004 - Canção de Peep and the Big Wide World